# ديفيد هنت (متسابق يخت)
ديفيد هنت (بالإنجليزية: David Hunt)‏ هو متسابق يخت بريطاني، ولد في 22 مايو 1934 في Woolwich ‏ في المملكة المتحدة.

## وصلات خارجية
- ديفيد هنت على موقع الاتحاد الدولي للملاحة الشراعية (موقع جديد) (الإنجليزية)
- ديفيد هنت على موقع الاتحاد الدولي للملاحة الشراعية (موقع قديم) (الإنجليزية)
- ديفيد هنت على موقع اللجنة الأولمبية الدولية (الإنجليزية)
- ديفيد هنت على موقع أوليمبيديا (الإنجليزية)
- ديفيد هنت على موقع اللجنة الأولمبية البريطانية (الإنجليزية)